# Estación Emilia
Emilia era una estación de ferrocarril ubicada a 2,5 km al este de la localidad homónima, departamento La Capital, provincia de Santa Fe, Argentina
La estación fue habilitada en 1888 por el Ferrocarril Provincial de Santa Fe.

## Servicios
Era una de las estaciones intermedias del Ramal F del Ferrocarril General Belgrano.